# Андерсон, Фергус
Фергус Кинлох Андерсон (англ. Fergus Kinloch Anderson; 9 февраля 1909, Кройдон, Большой Лондон — 6 мая 1956, Флореф, Валлония) — шотландский мотогонщик, двукратный чемпион мира по шоссейно-кольцевым мотогонкам серии MotoGP в классе 350cc (1953—1954). Трагически погиб во время гонки в Бельгии в 1956 году.

## Биография
Мотогоночная карьера Андерсона началась в 1927 году, когда ему исполнилось 18.
Андерсон был одним из первых британских гонщиков, который сделай себе карьеру на европейском континенте. Он жил в Варенье на берегу озера Комо, неподалеку от завода Moto Guzzi. В сезоне 1950 года он подписал контракт с итальянской командой для выступлений в классе 250cc. Он убедил руководство команды выпустить разработать мотоцикл для участия в соревнованиях класса 350cc. И уже в сезоне 1953 года, в дебютный год модели, стал чемпионом мира. В следующем сезоне он повторил свой успех.
После завершения выступлений в чемпионате мира в 1954 году Андерсон стал менеджером команды Moto Guzzi. Однако вскоре он поссорился с руководством команды из-за отсутствия свободного времени для гонок и откликнулся на предложение команды BMW вернуться к выступлениям в соревнованиях.
6 апреля 1956 года, Андерсон проводил свое первое выступление за команду BMW, участвуя в гонке «Circuit de Floreffe», которая проходила по дорогам общего пользования в провинции Намюр. В острой борьбе с Джоном Сертисом и Билли Ломасом Андерсон потерял контроль над мотоциклом, выехал за пределы дороги в гравий и врезался в столб. Он умер в тот же день в больнице. Смерть шотландца привела к запрету гонок в Намюре.
Андерсон похоронен на кладбище в Намюре (Бельгия), поскольку еще при жизни он выразил желание быть похороненным рядом с треком, на котором бы он погиб во время гонки. Андерсон оставил после себя жену и двух детей. В мае 1996 года, через 40 лет после той аварии, в Бюзе в присутствии Дженни, дочери Фергуса, и бывших чемпионов мира Сесила Сэндфорда и Билли Ломаса, был открыт памятный знак, посвященный Андерсону.